# HK Ilidža 2010
HK Ilidža je hokejski klub iz sarajevskog predgrađa Ilidža. Momčad je osnovana 2002. godine. Prvu ligašku utakmicu pod imenom Ajkule odigrali su protiv Vukova 18. siječnja 2011.

## Vanjske poveznice
- Roster